# Модель Харрода — Домара

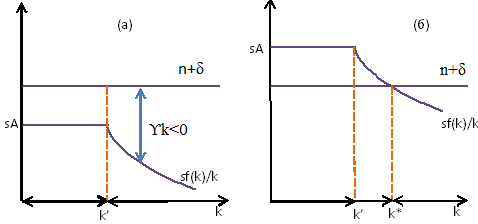
Модель Харрода-Домара

Модель Харрода — Домара (англ. Harrod - Domar model) — неокейнсіанська модель економічного зростання, що пояснює зростання економіки за умови постійності коефіцієнтів капіталоємності і схильності до заощаджень в довгостроковому періоді. У моделі були уперше інтегровані процеси мультиплікації і акселерації. Модель об'єднала роботи Роя Харрода, що уперше запропонував свою модель гарантованого зростання в 1939 році, і Овсія Домара, який в 1946 році розширив умови короткострокової кейнсіанської рівноваги в довгостроковому періоді. Подальша полеміка і критика моделі Харрода — Домара привела до створення неокласичної моделі економічного зростання — моделі Слоу.

## Історія створення
Перша робота Роя Харрода «Нарис теорії динаміки» по економічній динаміці вийшла в 1939 році, після війни в 1948 році були опубліковані лекції Харрода, прочитані в 1946—1947 роках в Лондонському університеті, в роботі «До теорії економічної динаміки». У 1973 році Харрод, опублікувавши книгу «Теорія економічної динаміки», що містила цілісний виклад його теорії економічної динаміки.
Овсій Домар в 1941—1942 роках на основі схеми в книзі Елвіна Хансена «Бюджетна політика і ділові цикли» (Fiscal Policy and Business Cycles, 1941), яка демонструвала вплив постійного потоку інвестицій на національний доход, дійшов висновку, що подібний потік приводить до зростаючого доходу, і результатом стала стаття «Борговий тягар і національний дохід» (The Burden of the Debt and the National Income, 1944), которая, в свою очередь, привела к другим статьям, в том числе «Расширение капитала, темпов роста и занятости» (Capital Expansion, Rate of Growth and Employment, 1946), яка, у свою чергу, привела до інших статей, у тому числі «розширення капіталу, темп зростання і зайнятість» (Capital Expansion, Rate of Growth and Employment, 1946). В цих статтях Домар використав темп зростання як аналітичний інструмент в дослідженні специфічних економічних проблем, передрукувавши їх в «нарис по теорії економічного зростання» в 1957 ріці, формуючи модель Домара.
У 1956 році Роберт Солоу одним з перших об'єднав ці дві моделі (два підходи) в одну, назвавши її моделлю Харрода — Домара, у своїй статті «Вклад в теорію зростання» (A Contribution to the Theory of Economic Growth). Сама модель є затребувана і в наші дні у ряді досліджень міжнародних організацій.

## Припущення
Модель має ряд передумов
1. Капіталоємність (співвідношення капіталу до продукту {\displaystyle K/Y}) постійна.
2. Темп розширення пропозиції праці {\displaystyle n} і темп підвищення продуктивності праці {\displaystyle \delta } екзогенні і постійні.
3. Схильність до збереження {\displaystyle s} постійна, тобто при збільшенні доходу ВВП на {\displaystyle \Delta Y} об'єм заощаджень {\displaystyle S} збільшиться пропорційно і буде рівний {\displaystyle s\Delta Y}.
4. Інвестиції {\displaystyle I} дорівнюють заощадженням {\displaystyle I=S}, тобто зростання заощаджень у зв'язку зі зростанням доходу призводить до збільшення інвестицій, збільшуючи капітал, ВВП, що використовується для виробництва.
5. Додатковий капітал додає дохід ВВП на коефіцієнт продуктивності капіталу {\displaystyle c}, а потім приріст ВВП знову збільшує об'єм заощаджень і т. д.
6. Випуск залежить від одного ресурсу — капіталу {\displaystyle K}.
7. Інвестиційний лаг рівний.

## Наслідки моделі
При умові стаціонарності, де темп росту капіталу дорівнює темпу росту випуску, інвестиції можуть не дорівнювати заощадженням (різниця між чистим імпортом). І якщо чистий імпорт (різниця між імпортом та експортом) від'ємний, з'їдаючи збереження регіону, темп росту доходів регіону буде дорівнювати нулю. По мірі росту долі чистого імпорту буде рости темп росту доходу регіону. Тому регіони з додатнім чистим експортом ростуть швидше, так як отримують додаткові збереження з інших регіонів.

Рівноважний ріст може бути досягнутий за рахунок притоку працівників із регіонів в умовах дефіциту робочої сили, а в випадку надлишку усунутий за рахунок відтоку працівників в інші регіони.

Зберігаються відмінності в темпах росту регіонів в зв'язку з початковою відмінністю зростання, відмінність в темпах зростання буде тільки збільшуватися з часом, але якщо бідні регіони є чистими імпортерами капіталу, то рівноважні траєкторії зближують темпи зростання регіонів, таким чином бідніші регіони будуть рости з більш високими темпами.

Регіони з високою схильністю до заощадження і ефективним використанням капіталу, або з галузевою структурою, що відрізняється низькою капіталоємністю, матимуть вищий рівень росту

## Критика моделі
Модель пояснює високі темпи зростання регіонів, які спочатку мають незначні внутрішні заощадження і співвідношення капіталу до випуску, негативний торговий баланс, за рахунок імпорту капіталу.
Однак, можна виділити наступні недоліки моделі Харрода-Домара:
- Закрита економіка, тобто модель не пояснює виникнення потоків капіталів і робочої сили між регіонами при порушенні рівноваги;
- Модель не демонструє можливість конвергенції-дивергенції між регіонами, коли регіон є чистим імпортером капіталу або чистими експортерами праці;
- Нестабільність траєкторії збалансованого зростання, економіка не володіє стабілізаторами, які дозволяють гасити зовнішні впливи;
- Не реалістичність допущення про відсутність взаємозамінності між працею і капіталом в довгостроковому періоді в зв'язку з можливістю організаційних і технологічних змін, а також постійної ставки капіталу до випуску для різних галузей в довгостроковому періоді, сталості ставки схильності заощадження в довгостроковому періоді при зміні в якості життя[7];
- Ігнорується роль уряду, зовнішньої торгівлі, неекономічних чинників.